# كارل-غونتر فون هيس
كارل-غونتر فون هيس هو دبلوماسي وكاتب ومؤلف وصحفي وسياسي ألماني، (ولد في فانغرن، ويوايدية سيليزيا السفلى ‏ في بولندا 1917 – 2021 م). نشط حزبياً في الاتحاد الديمقراطي المسيحي.

## مناصب
- انتخب وزير دولة  [لغات أخرى]‏ (1968 – 1969).
- انتخب سفير.
- انتخب المتحدث باسم الحكومة الاتحادية الألمانية ‏ (1 يوليو 1962 – 14 نوفمبر 1967).
- انتخب سفير ألمانيا لدى المملكة المتحدة  [لغات أخرى]‏ (1970 – 1977).

## وصلات خارجية
- كارل-غونتر فون هيس على موقع IMDb (الإنجليزية)
- كارل-غونتر فون هيس على موقع مونزينجر (الألمانية)
- كارل-غونتر فون هيس على موقع ديسكوغز (الإنجليزية)